# MGP 2005
MGP 2005 blev afholdt d. 17. september 2005 og var en sangkonkurrence for børn. 10 sangere/bands dystede om at vinde. Værten for MGP 2005 var Jacob Riising. Vinderen skulle senere repræsentere Danmark ved den tredje udgave af Junior Eurovision Song Contest
Reporter i greenroom var Marie Christensen-Dalsgaard

## Deltagere
| Nr | Deltagere         | Fulde navn                                   | Sang                          | Resultat      |
| -- | ----------------- | -------------------------------------------- | ----------------------------- | ------------- |
| 1  | Nanna & Annisette | Nanna Rossen, Annisette Ravn Jørgensen       | "Venindetanker"               | Ude           |
| 2  | Marieke           | Marieke van Beest                            | "Musikken"                    | Ude           |
| 3  | Lucas             | Lucas Oliver Hasnaoui                        | "Fest Her"                    | Superfinalist |
| 4  | Jeans             | Nathalie Hallundbæk                          | "Jeg ka' nemlig godt li' dig" | Ude           |
| 5  | Karoline & Zoe    | Karoline Dolva, Zoe Lilja Mikkelsen          | "Et Stjerneskud"              | Ude           |
| 6  | L.B.S.            | Jacob L Kristian B. H. Kevin S               | "Supermand”                   | Superfinalist |
| 7  | Signe K           | Signe Kirstine Munkeboe Madsen               | "Kære fru lærer"              | Superfinalist |
| 8  | Twiz              | Louise Grønbech Munck, Sandie Camilla Jensen | "Du må forstå"                | Superfinalist |
| 9  | Julia             | Julia Østergård                              | "Sol og Sommer"               | Ude           |
| 10 | Nicolai           | Nicolai Kielstrup                            | "Shake Shake Shake"           | Superfinalist |

### Finale
| Nr | Deltagere | Sang                | Regioner                | Regioner          | Regioner            | Regioner      | Regioner                          | Regioner                    | Regioner                      | Regioner                | I alt | Placering |
| Nr | Deltagere | Sang                | Jylland Fastnet telefon | Jylland Mobil SMS | Fyn Fastnet Telefon | Fyn Mobil SMS | Sjælland og øerne Fastnet Telefon | Sjælland og øerne Mobil SMS | Storkøbenhavn Fastnet Telefon | Storkøbenhavn Mobil SMS | I alt | Placering |
| -- | --------- | ------------------- | ----------------------- | ----------------- | ------------------- | ------------- | --------------------------------- | --------------------------- | ----------------------------- | ----------------------- | ----- | --------- |
| 1  | Lucas     | "Fest her"          | 6                       | 6                 | 6                   | 4             | 6                                 | 10                          | 10                            | 10                      | 58    | 4         |
| 2  | L.B.S.    | "Supermand”         | 4                       | 4                 | 8                   | 10            | 4                                 | 4                           | 4                             | 4                       | 42    | 5         |
| 3  | Signe K   | "Kære fru lære"     | 8                       | 8                 | 10                  | 6             | 10                                | 6                           | 8                             | 8                       | 64    | 2         |
| 4  | Twiz      | "Du må forstå"      | 10                      | 10                | 4                   | 8             | 8                                 | 8                           | 6                             | 6                       | 60    | 3         |
| 5  | Nicolai   | "Shake Shake Shake" | 12                      | 12                | 12                  | 12            | 12                                | 12                          | 12                            | 12                      | 96    | 1         |

| Musik | Spire Denne musikartikel er en spire som bør udbygges. Du er velkommen til at hjælpe Wikipedia ved at udvide den. |